# Thomas Dürr (Bobfahrer)
Thomas Dürr (* 12. Juli 1978 in Grabs, Schweiz) ist ein liechtensteinischer Bobfahrer.

## Karriere
Thomas Dürr nahm bei den Olympischen Winterspielen 2010 in Vancouver teil. Im Zweierbob trat er als Anschieber von Michael Klingler an. Nach dem 1. Lauf lagen die beiden auf Platz 24, allerdings stürzten sie im zweiten Lauf, wobei sich Klingler verletzte. Somit konnten sie den Wettkampf nicht beenden und mussten auch auf einen Start im Viererbob verzichten. Bei der Abschlussfeier war er Fahnenträger der Mannschaft aus Liechtenstein.